# Lijst van voetbalinterlands Bosnië en Herzegovina - Bulgarije (vrouwen)
Deze lijst van voetbalinterlands is een overzicht van alle officiële voetbalinterlands tussen de nationale vrouwenteams van Bosnië en Herzegovina en Bulgarije. De landen hebben tot nu toe één keer tegen elkaar gespeeld.

## Wedstrijden
| № | Plaats | Datum        | Competitie        | Wedstrijd                         | Uitslag |
| - | ------ | ------------ | ----------------- | --------------------------------- | ------- |
| 1 | Sofia  | 11 juni 2021 | Vriendschappelijk | Bulgarije − Bosnië en Herzegovina | 0 − 1   |

## Samenvatting
| Competitie        | Totaal gespeeld | Winst Bosnië en Herzegovina | Gelijk | Winst Bulgarije | Doelsaldo Bosnië en Herzegovina – Bulgarije |
| ----------------- | --------------- | --------------------------- | ------ | --------------- | ------------------------------------------- |
| Vriendschappelijk | 1               | 1                           | 0      | 0               | 1 − 0                                       |
| Totaal            | 1               | 1                           | 0      | 0               | 1 − 0                                       |